# TuxMath
 (août 2023).
TuxMath (nom complet Tux, of Math Command), est un logiciel ludique de calcul mental.

## Principe
Des astéroïdes marqués d'une opération tombent du ciel. Le joueur doit les détruire avant qu'ils n'arrivent au sol.
Pour viser correctement un astéroïde avec le rayon laser, le joueur doit résoudre l'opération écrite sous l'astéroïde, saisir le résultat au clavier, et valider avec la touche "Entrée".
Si la réponse est correcte, le laser touche et détruit l'astéroïde. En cas de mauvaise réponse, le laser part dans une mauvaise direction.
Si l'astéroïde arrive jusqu'à l'igloo en bas de l'écran avant que le joueur n'aie trouvé la réponse, l'igloo est détruit. Le joueur perd si ses quatre igloos sont détruits.
TuxMath contient de nombreux niveaux qui permettent de pratiquer les additions, soustractions, multiplications, division, ainsi que les calculs avec les nombres relatifs.
Les niveaux du jeu les plus élevés permettent aux adultes de se mettre à l'épreuve. Les calculs sont parfois ardus : 72x7=? (en moins de 5 secondes).
Le jeu TuxMath est fréquemment présent dans les annuaires de logiciels libres éducatifs, et est généralement inclus dans les applications pré-installées des distributions Linux à but éducatif,,

## Factoroïd
A partir de la version 1.7, TuxMath incorpore un deuxième jeu : Factoroïd. Basé sur les principes du jeu d'arcade Astéroïd (1979), ce jeu a pour but de familiariser les élèves avec la factorisation. Le joueur pilote un vaisseau qui doit tirer sur des astéroïdes contenant un nombre. Lorsqu'il touche un astéroïde, celui-ci en fractionné en deux astéroïdes dont les nombres qu'ils contiendront sont des facteurs de l'astéroïde original. Le joueur continue de diviser les astéroïdes, jusqu'à arriver à des astéroïdes contenant des nombres premiers que le jour peut enfin détruire.

## Réécriture en Javascript
Originellement écrit en langage C et basé sur la librairie SDL, TuxMath a fait l'objet en 2022 d'une réécriture en Javascript en permettant d'y jouer depuis un navigateur web ou depuis un smartphone.
La version web de TuxMath reprend les fondamentaux du TuxMath, à l’exception du jeu "factoroïd". Elle ajoute une option "niveau automatique" qui ajuste les opérations au niveau du joueur, des niveaux comportant des opérations à trois nombres ou plus, un malus (igloo détruit) en cas de trop nombreuses réponses fausses.